# Sven Cnattingius
Sven Cnattingius, född 1949 i Uppsala, är en svensk epidemiolog. Han är sedan den 1 juni 1999 professor i reproduktionsepidemiologi med inriktning mot perinatalperioden, vid Karolinska Institutet.